# Regione di South Slave
La regione di South Slave è una delle cinque regioni amministrative dei Territori del Nord-Ovest in Canada. La regione comprende sei comunità, con Fort Smith e Hay River come capoluoghi.

## Comunità
- Enterprise (Hamlet)
- Fort Providence (Hamlet)
- Fort Resolution (Hamlet)
- Fort Smith (Town)
- Hay River Reserve (Hay River Dene 1) - K'atlodeechee First Nation
- Hay River (Town)
- Lutselk'e (Designated Authority)